# Tilla Becker
Tilla Becker (* 29. November 1981 in Berlin) ist eine ehemalige deutsche Basketballspielerin.

## Laufbahn
Becker spielte von 1999 bis 2001 beim Bundesligisten BG Rentrop Bonn. Im Vorfeld des Spieljahres 2001/02 wechselte die Innenspielerin innerhalb der Bundesliga zum SC Rist Wedel. Mit Wedel bestritt Becker auch Europapokalspiele. In der Saison 2003/04 stieg sie mit dem Verein in die zweite Liga ab, spielte dort weiterhin für Wedel und schloss die Saison 2004/05 als Vizemeisterin der zweiten Liga Nord ab. Mit Unterbrechungen spielte Becker bis 2007 in Wedel in der zweiten Liga, in der Saison 2010/11 half sie noch mal in der 2. Bundesliga aus. Danach spielte sie beim Regionalligisten BG Hamburg West.